# 대만단결연맹 야스쿠니 신사 참배 사건
대만단결연맹 야스쿠니 신사 참배 사건은 2005년 4월 4일에 대만의 정당 하나인 대만단결연맹 주석들 10명이 도쿄의 야스쿠니 신사를 참배한 것으로 발생한 대만의 정치문제이다.

## 영향
대만에 있어서는 헌법으로 사상의 자유, 언론의 자유가 확립되고 있어, 또 자유로운 언론환경에 있는 것부터도, 중국이나 한국과 같이 야스쿠니 신사 참배에 관한 통일적인 여론은 형성되지 않고 있다.

## 같이 보기
- 대만단결연맹
- 리덩후이 그의 형은 야스쿠니 신사 에 모시고 있어서, 그는 몇 번이나 야스쿠니 신사를 참배하고 있다.